# رشید معصومی
رشید عبدالمعصومی (۲۱ ژانویه ۱۹۲۶ – ۲۹ مه ۲۰۱۵) پزشک و استاد قلب و عروق ایرانی-آمریکایی بود. او برای تحقیقات پیشرو در زمینه الکتروفیزیولوژی؛ آوردن رشته مدرن قلب و عروق به ایران و خدمت به سید روح الله خمینی و  محمدرضا پهلوی شناخته شده‌است.